# Hervé Falciani
Hervé Falciani (Montecarlo, Mónaco, 9 de enero de 1972) es un ingeniero de sistemas italofrancés que desde 2009 colabora activamente con la justicia de varios países aportando información de supuestas cuentas de más de 130 000 evasores fiscales que podrían tener dinero en bancos suizos, en concreto con información que sustrajo cuando trabajaba en la filial suiza del banco HSBC. Esta información se conoce como ‘lista Falciani’; que ha provocado reacciones parecidas al caso del periodista griego Kostas Vaxevanis.

## Biografía
Tras estudiar en el parque tecnológico francés Sophia Antípolis, se incorporó como informático en la filial suiza del banco HSBC entre 2001 y 2008, donde trabajó en la reorganización de la base de datos de la entidad para reforzar su seguridad. Allí consiguió sustraer información de hasta 130 000 evasores fiscales de varias nacionalidades.
El relato de lo sucedido desde ese momento hasta que fue detenido en Francia se basa en las declaraciones del propio Falciani y siempre han sido rechazadas por el banco HSBC y las autoridades suizas.
Falciani sostiene que tras darse cuenta de que la forma de gestionar los datos bancarios en el HSBC fomentaba el fraude fiscal, y tras que dicho banco rechazase un nuevo sistema para evitarlo, trató de poner los datos a disposición de las autoridades judiciales suizas, pero no tuvo éxito. Entonces, y según su versión, para conseguir hacer saltar las alarmas del sector bancario suizo y de la fiscalía suiza, se dirigió a Beirut tratando de despertar todas las sospechas posibles.
Sin embargo, el banco HSBC y las autoridades suizas sostienen que Falciani trató de vender los datos sin éxito.
Fue detenido en 2008 y, al ser puesto en libertad, Falciani escapó a Francia. Allí, Éric de Montgolfier, que entonces era jefe de la fiscalía de Niza, se percató del alcance de los datos que le requisan a Falciani, una vez que éste le convence del alcance probatorio del material, abriendo una investigación contra los defraudadores.
Es entonces cuando las autoridades suizas dictan una orden de detención internacional contra él, por lo que Falciani acabó siendo detenido en Barcelona en 2012 por revelar secretos financieros en Suiza. Seguramente la detención no fue casual, pues ha declarado haber recibido información del departamento de Justicia de Estados Unidos para saber cuándo y cómo entregarse a la justicia española corriendo el menor riesgo de extradición. Ingresó entonces en la cárcel de Valdemoro, a la espera de que la Audiencia Nacional decidiera sobre su extradición a Suiza. El 18 de diciembre de 2012, la Audiencia le dejó en libertad provisional, por lo que hasta la celebración de la vista de extradición estuvo protegido por el CNI y la policía española.
El 8 de mayo de 2013 Falciani quedó en libertad. El tribunal de la Audiencia Nacional de España, teniendo en cuenta la colaboración con la justicia española y francesa, decidió no extraditar a Falciani debido a que en España no existe el secreto financiero como figura legal y porque consideró que el secreto comercial no puede usarse para esconder actividades ilícitas, pues el tribunal consideró «que la información que facilitó se refiere a actividades sospechosas de ilegalidad y de infracción penal "gravemente irregulares"».
Respecto a que Falciani trató de vender los datos como aseguran las autoridades suizas y el HSBC, el tribunal de la Audiencia Nacional afirmó que "este hecho", «aparece un tanto confuso e inconsistente dentro del relato fáctico que se nos presenta, en el que sí parecen con objetividad episodios concretos de puesta a disposición de información y colaboración eficaz con autoridades de otros estados, en los que se evidencia una determinada actitud por parte de Falciani, en la que no cabe apreciar móviles económicos o espurios».
El 27 de noviembre de 2015 fue condenado en rebeldía a cinco años de prisión por espionaje por la Cámara Federal Penal de Suiza sentencia que los tribunales suizos declararon firme el 2 de mayo de 2016. Falciani, residente nacional francés en Francia no pudo ser extraditado a Suiza.
Suiza dictó una orden de detención el 24 de febrero de 2017 y su oficina policial la cursó a todos los países del espacio Schengen el 3 de mayo de 2017 a las 15 horas, 46 minutos y 52 segundos, según consta en un documento de la oficina de cooperación internacional de la Policía española, Sirene, del que se hace eco el periódico en línea español eldiario.es. "En ese mismo documento figura a pie de página: “Fecha de emisión: 19/03/2018”. -señala el periódico- añadiendo que un portavoz del Ministerio del Interior asegura que esa es la fecha en la que se recibió en España la orden internacional de detención.
El 4 de abril de 2018 Falciani fue detenido en la Universidad de Comillas cuando se disponía a participar en un acto público. El argumento del Ministerio del Interior fue que la Policía recibió una orden internacional de detención el 19 de marzo y que llevaba buscando desde entonces al informático.  El eurodiputado de Podemos Miguel Urbán denunció a través de su cuenta de Twitter que la detención de Falciani era "un favor de España para pedir la extradición de Anna Gabriel y otras personas exiliadas políticas" que se encuentran en Suiza.
Aunque la Fiscalía de la Audiencia había solicitado al juez que decretara prisión provisional o impusiera medidas cautelares para Falciani mientras se estudiaba su caso el 5 de abril de 2018, un día después de su detención, el juez de la Audiencia Nacional Diego de Egea dejó a Falciani en libertad con medidas cautelares: comparecencia semanal en el juzgado, entrega del pasaporte y prohibición de salir de España. La policía local del municipio donde fije su domicilio deberá vigilarle a diario y cualquier viaje o salida de la localidad deberá ser autorizada por la autoridad judicial. El juez advirtió a Falciani que si incumple estas obligaciones ingresará en prisión.

## La ‘lista Falciani’
La ‘lista Falciani’ es como se conoce en términos periodísticos a la información de más de 130 000 evasores fiscales que Hervé Falciani sustrajo de la filial suiza del banco HSBC y que ha servido en diversos países para destapar casos de evasión fiscal.
El primero en beneficiarse de esta lista habría sido la justicia estadounidense, cuando un subcomité del Senado de los Estados Unidos acusó al banco HSBC de blanquear dinero del narcotráfico y de sortear la prohibición gubernamental de hacer negocios con determinados clientes de Irán. El Senado impuso al banco una multa de casi 2000 millones de dólares por estos hechos.
Tanto Francia como España se beneficiaron también de la ‘lista Falciani’ cuando éste fue detenido en suelo francés. Éric de Montgolfier, que entonces era jefe de la fiscalía de Niza, utiliza por primera vez la lista en enero de 2010, una vez que Falciani le convence del alcance probatorio del material, abriendo una investigación contra los defraudadores. A raíz de los tratados de cooperación en materia fiscal, Francia envía la lista a diversos países, entre ellos España. La Hacienda de España los recibe en mayo de ese mismo año y comienza investigaciones sobre 659 de los 1500 nombres que reciben. Así recupera 260 millones de euros de nombres como el del presidente del Banco Santander, Emilio Botín, y su familia. También aparecen nombres relacionados con la trama Gürtel, como Francisco Correa.

### Consecuencias de su colaboración con la justicia española
Se ha revelado que ha colaborado en la Operación Púnica y el Caso Pujol.

## Actividad política
El 8 de octubre de 2013 se hizo público que Hervé Falciani coordinará una Comisión Anticorrupción del partido político español Partido X, comisión que consiste en una red ciudadana de vigilancia, control y denuncia de la corrupción política.
A través de esta Comisión, se filtraron en prensa los llamados correos de Blesa
El 30 de enero de 2014, Hervé Falciani junto con el partido político Partido X, presentó una herramienta informática para monitorizar las transacciones bancarias a nivel europeo para poder elaborar un mapa de los flujos financieros que permita detectar el fraude fiscal. Su objetivo es conseguir que
este sistema sea obligatorio para todos los bancos, impuesto por las instituciones mediante leyes para someter a las entidades financieras a este tipo de control.
El 31 de marzo de 2014 dicho partido dio a conocer su lista de candidatos a las elecciones europeas de mayo de 2014. La lista elaborada tras unas elecciones primarias fue encabezada por Hervé Falciani. La candidatura del Partido X no obtuvo representación en las elecciones. En febrero de 2015 Falciani comunicó que empezaba a colaborar con el partido político Podemos en la redacción de un informe sobre modos de combatir el fraude.

## Declaraciones
El 11 de junio de 2013 decláro al periódico español eldiario.es, en relación con la corrupción bancaria y el fraude de los evasores fiscales:

Es una guerra económica y tenemos que estar preparados para luchar.

Los más poderosos se esconden detrás de testaferros.

Los Gobiernos deben actuar y tomar medidas reales contra la corrupción, no solo declaraciones de intenciones. Si no puedo encontrar la forma de compartir con los medios, directamente, las pruebas de que los Gobiernos no actúan como deben, estoy abierto a trabajar con cualquier persona de buena voluntad para encontrar mejores formas de luchar contra la corrupción.